# 太陽に笑え
「太陽に笑え」（たいようにわらえ）は、Anlyのメジャーデビューシングル。2015年11月25日にソニー・ミュージックレコーズから発売された。

## 概要
表題曲「太陽に笑え」はフジテレビ系火10『サイレーン 刑事×彼女×完全悪女』の主題歌に起用された。また、「太陽に笑え」は火曜22時ドラマシリーズの協賛社の一つであるダイハツ工業の新車「ダイハツ・キャストスタイル」とのコラボレーションによるインフォマーシャルにも起用されている他、ダイハツの特設サイトでも配信されている。
カップリングの「Don't give it up!」はガブリエル・アプリンとのコラボ曲。

## 収録曲
1. 太陽に笑え
  - フジテレビ系火10『サイレーン 刑事×彼女×完全悪女』主題歌
2. Don't give it up! feat.Gabrielle Aplin
3. Come back
4. 太陽に笑え（instrumental）
5. Don't give it up!（instrumental）

### クレジット
| 全作詞・作曲: Anly。 |                                            |           |            |          |      |
| #                    | タイトル                                   | 作詞      | 作曲・編曲 | 編曲     | 時間 |
| 1.                   | 「太陽に笑え」                             | Anly      | Anly       | 根岸孝旨 | 3:57 |
| 2.                   | 「Don't give it up! feat.Gabrielle Aplin」 | Anly      | Anly       | 河野圭   | 4:37 |
| 3.                   | 「Come back」                              | Anly      | Anly       |          | 5:11 |
| 4.                   | 「太陽に笑え -instrumental-」              | Anly      | Anly       | 根岸孝旨 | 3:57 |
| 5.                   | 「Don't give it up! -instrumental-」       | Anly      | Anly       | 河野圭   | 4:35 |
| 合計時間:            | 合計時間:                                  | 合計時間: | 22:19      |          |      |

## 初回盤特典DVD収録内容
1. 「太陽に笑え」Music Video+Coming soon Movie〜伊江島〜